# Археография
Археография (на старогръцки: ἀρχαίος – древен и γράφω – пиша) е историческа дисциплина, която разработва теоретично и практически издаването на писмени източници: организира работа по публикуване на източниците, определя и събира исторически паметници, разработва методи и начини на публикуване, изгражда правила за научно-критичните издания източници и т.н.
Археографията е тясно свързана с филологията, палеографията, текстологията, дипломатиката, архивистиката и други дисциплини. В западната историческа наука археографията обикновено не се отделя като самостоятелна историческа дисциплина. До голяма степен археографията е близка и до палеографията.